# ألكسندر ريفز
ألكسندر ريفز (بالإنجليزية: Alexander Rives)‏ هو قاضي ومحامي أمريكي، ولد في 17 يونيو 1806 في مقاطعة نيلسون في الولايات المتحدة، وتوفي في 17 سبتمبر 1885 في شارلوتسفيل في الولايات المتحدة.